# Viktor Zujkov
Viktor Zujkov (* 10. dubna 1962 Tartu, Sovětský svaz) je bývalý sovětský a estonský sportovní šermíř ruské národnosti, který se specializoval na šerm kordem. V osmdesátých letech zastupoval tallinnskou šermířskou školu, která spadala pod Estonskou SSR. V sovětské reprezentaci se výrazně neprosazoval. Na velké sportovní akci se objevil až po rozpadu Sovětského svazu v roce 1992 v nově vzniklé estonské reprezentaci. V témže roce se účastnil olympijských v Barceloně. V roce 1996 obsadil třetí místo na mistrovství Evropy v soutěži jednotlivců. Nebyl součástí estonského družstva kordistů, které se kvalifikovalo na olympijské hry v roce 1996 a 2000.